# 藤堂大蔵
藤堂 大蔵（とうどう たいぞう、1876年3月13日 - 没年不詳）は、長い間浅野財閥の本社で支配人を務めた専門経営者である。
終戦時に日之出汽船（浅野財閥）の社長を兼務していたが、1948年（昭和23年）に息子の藤堂太郎に日之出汽船社長の座を譲った。財閥解体によって藤堂家は同社のオーナーになった。

## 概要
藤堂大蔵は旧久居藩家老（三重県士族）藤堂八座の長男として、1876年（明治9年）3月13日に生まれる。新撰組隊士の藤堂平助は兄ともされる。
1899年（明治32年）に東京高等商業学校（現一橋大学）を卒業して、台湾銀行（あるいは横浜正金銀行）に就職し香港や上海の支店長を務めたが、転職して1914年（大正3年）8月に第五銀行（日本昼夜銀行の前身）の支配人に就任した。
1918年（大正7年）には日本昼夜銀行から改称した浅野昼夜銀行の、取締役兼支配人を務めたが、同年に新設された浅野同族会社（浅野財閥の本社）に移り、北米とメキシコを視察した。1929年（昭和4年）には浅野同族会社の支配人と浅野財閥各社の重役を務めた。
1932年（昭和7年）には浅野同族の支配人兼総務部長になった。
1934年（昭和9年）には浅野同族の支配人と日之出汽船・相模鉄道・順安砂金・浅野雨龍炭鉱・浅野石材工業・信越木材・千代田石油の取締役と鉄筋コンクリート・浅野石炭部の監査役を兼任した。1937年（昭和12年）に浅野同族の支配人兼総務部長と、順安砂金の代表取締役、鶴見製鉄造船・千代田石油・日之出汽船・相模鉄道・信越木材・浅野石材工業・朝鮮鉄山の取締役、浅野雨龍炭鉱・鉄筋コンクリートの監査役を務めた。
1941年（昭和16年）には浅野同族の支配人と日之出汽船・順安砂金の社長、浅野雨龍炭鉱・琿春砂金の常務取締役、信越木材・浅野ビル・鶴見製鉄造船の取締役、関東水力電気・小倉築港・鉄筋コンクリート・日向興業（朝鮮鉄山の後身）の監査役を兼任した。
1943年（昭和18年）に浅野同族の支配人と日之出汽船・順安砂金の社長、浅野雨龍炭鉱・琿春砂金の常務取締役、日之出産業・浅野ビル・鶴見製鉄造船の取締役、関東電気興業（関東水力電気の後身）・小倉築港・鉄筋コンクリート・日向興業の監査役を兼任した。
1944年（昭和19年）7月から1946年（昭和21年）12月まで株式会社浅野本社（浅野同族の後身）の監査役を務めた。
終戦時には日之出汽船の社長を兼務していたが、1948年（昭和23年）に長男の藤堂太郎を社長に据えた（藤堂太郎は1940年（昭和15年）に慶応大学を卒業して、浅野財閥の日本鋼管（JFE）に就職したが、1942年（昭和17年）には日之出汽船に転じ、1948年（昭和23年）に常務になっていた。）。
財閥本社と財閥家族が所有した株式は、財閥解体の際に、まず該当企業の役職員に売却されたので、藤堂一族は1956年（昭和31年）には日之出汽船の約14%の株式を保有するオーナー経営者となっていた。

## 家族
- 父　　八座　三重県士族
- 母　　しま　三重県士族山本忠兵衛の五女
- 妻　　小相　三重県士族国松英太郎の長女
- 長男　太郎　1916年（大正5年）3月生[1]
- 三男　三郎　1920年（大正9年）10月生、慶応大学在学[12]